# Wola Mysłowska (gmina)

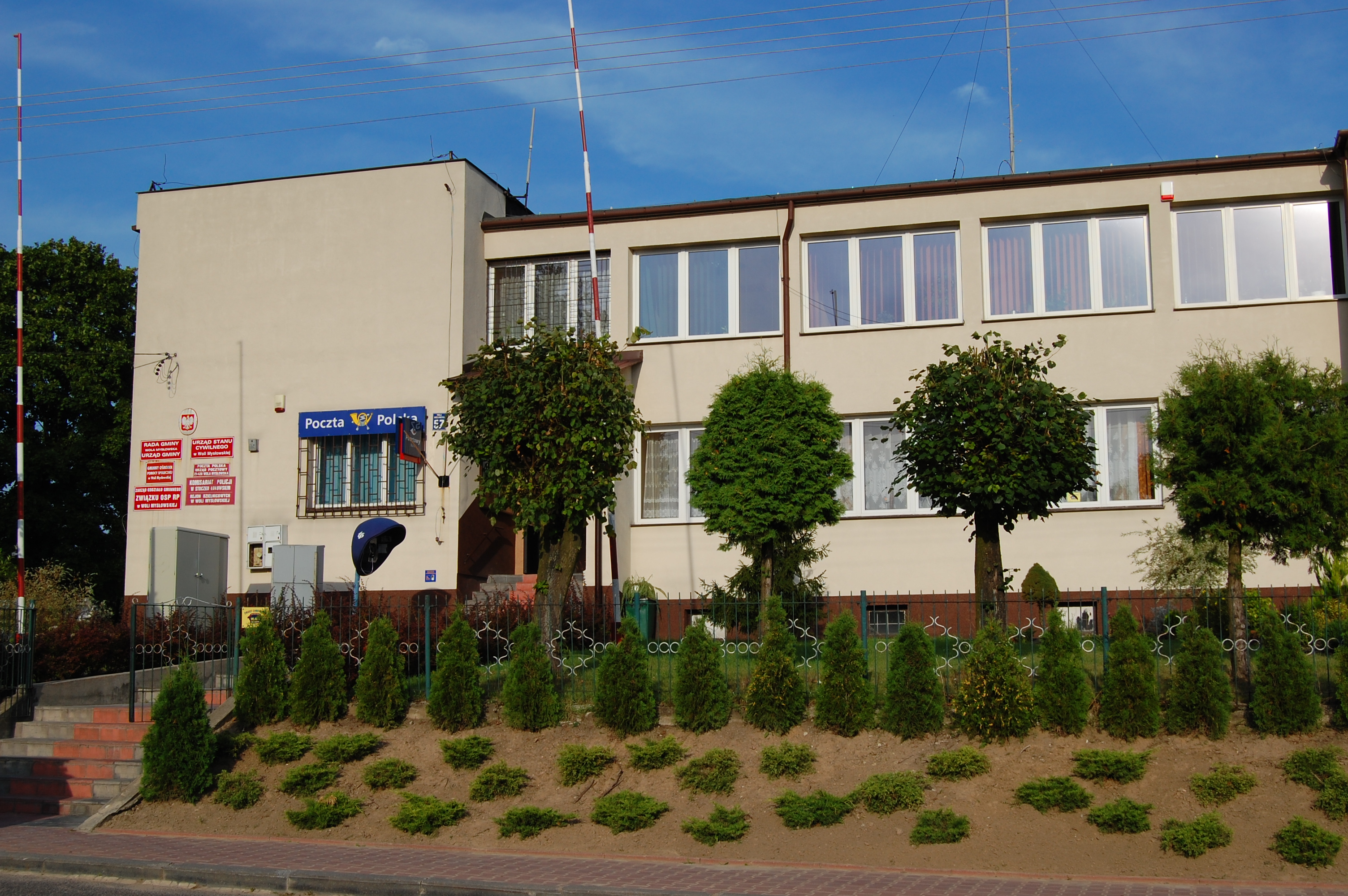
Budynek Urzędu Gminy

Wola Mysłowska (daw. gmina Jarczew i gmina Mysłów) – gmina wiejska w województwie lubelskim, w powiecie łukowskim. W latach 1975–1998 gmina położona była w województwie siedleckim.
Siedziba gminy to Wola Mysłowska.
Według danych z 30 czerwca 2004 gminę zamieszkiwało 5325 osób.

## Struktura powierzchni
Według danych z roku 2002 gmina Wola Mysłowska ma obszar 120,95 km², w tym:
- użytki rolne: 79%
- użytki leśne: 14%

Gmina stanowi 8,68% powierzchni powiatu.

## Demografia

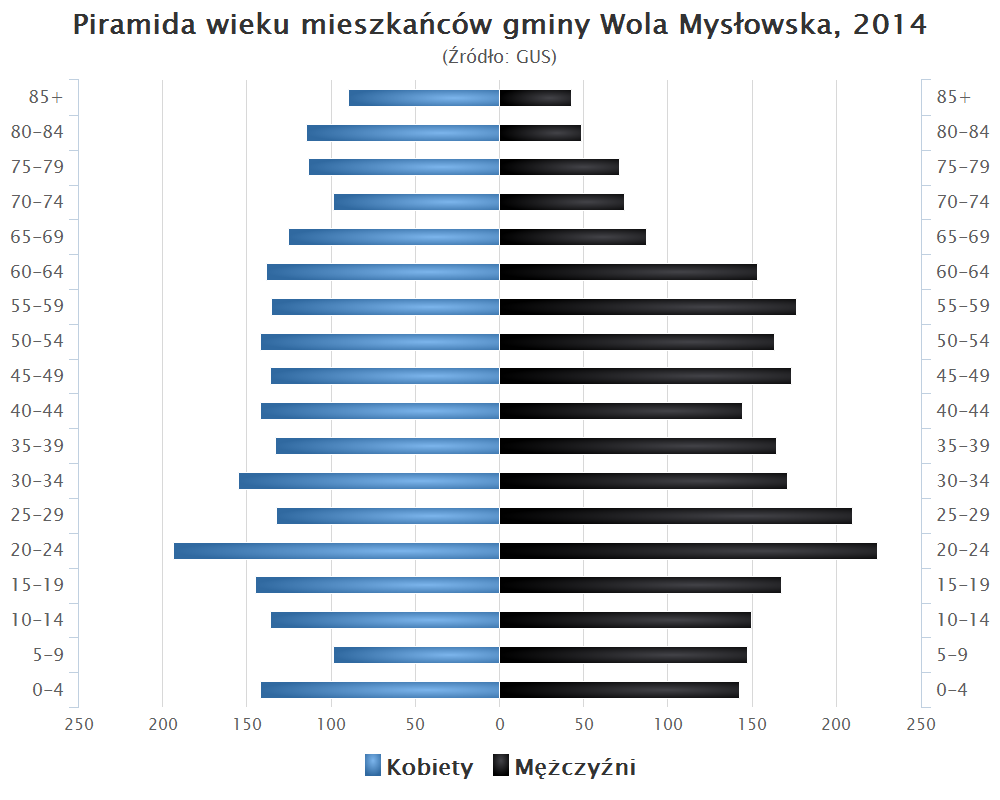
Piramida wieku mieszkańców gminy Wola Mysłowska w 2014 roku

Dane z 30 czerwca 2004:
| Opis                              | Ogółem | Ogółem | Kobiety | Kobiety | Mężczyźni | Mężczyźni |
| --------------------------------- | ------ | ------ | ------- | ------- | --------- | --------- |
| jednostka                         | osób   | %      | osób    | %       | osób      | %         |
| populacja                         | 5325   | 100    | 2637    | 49,5    | 2688      | 50,5      |
| gęstość zaludnienia (mieszk./km²) | 44     | 44     | 21,8    | 21,8    | 22,2      | 22,2      |

## Sołectwa
Baczków, Błażków, Ciechomin, Dwornia, Dychawica, Germanicha, Grudź, Jarczew, Kamień, Ksawerynów, Lisikierz, Mysłów, Nowy Świat, Osiny, Powały, Stara Huta, Świder, Wandów, Wilczyska, Wola Mysłowska, Wólka Ciechomska.
Wsiami bez statusu sołectwa są Głupianki i Zawaliny.

## Sąsiednie gminy
Kłoczew, Krzywda, Miastków Kościelny, Stanin, Stoczek Łukowski, Żelechów